# Пневмостом

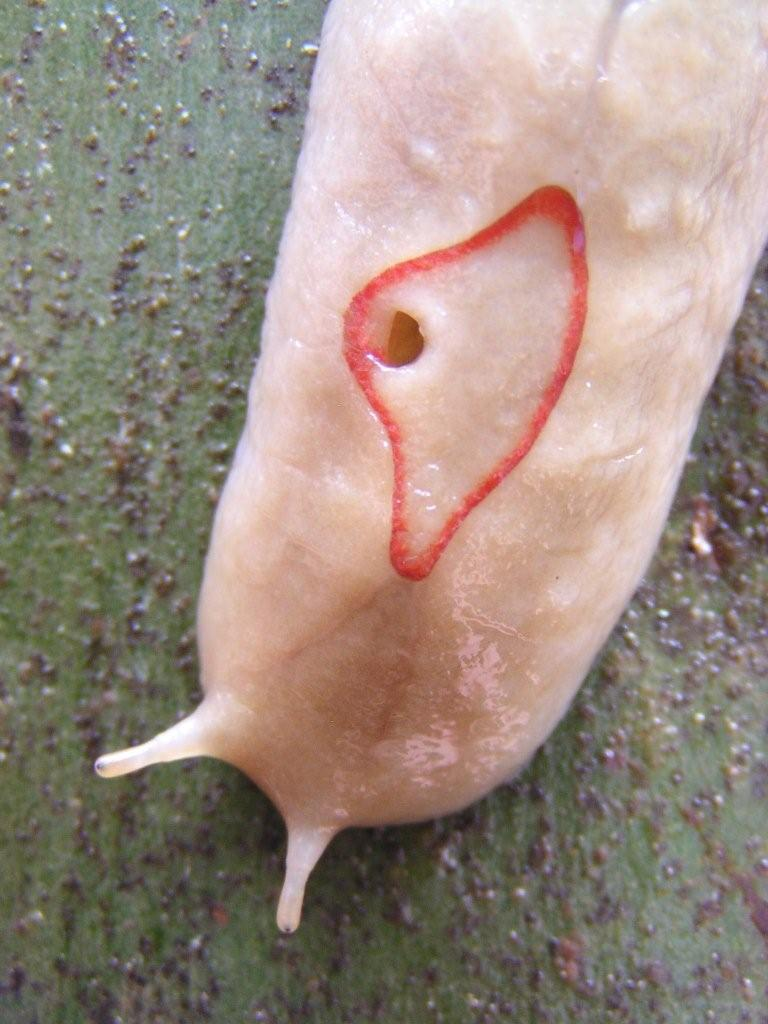
У представителей вида пневмостом расположен на спинной части

Пневмосто́м — особый дыхательный орган, присущий ряду представителей лёгочных улиток. Представляет собой лёгочное отверстие, выходящее наружу. Является частью дыхательной системы.

## Расположение
Лёгочное отверстие находится в правой части тела улитки. У стебельчатоглазых расположено под раковиной, окружено мантией. У представителей групп безраковинных и некоторых иных видов пневмостом виден гораздо лучше, нежели у предыдущих, в силу отсутствия раковины.

## Функционирование

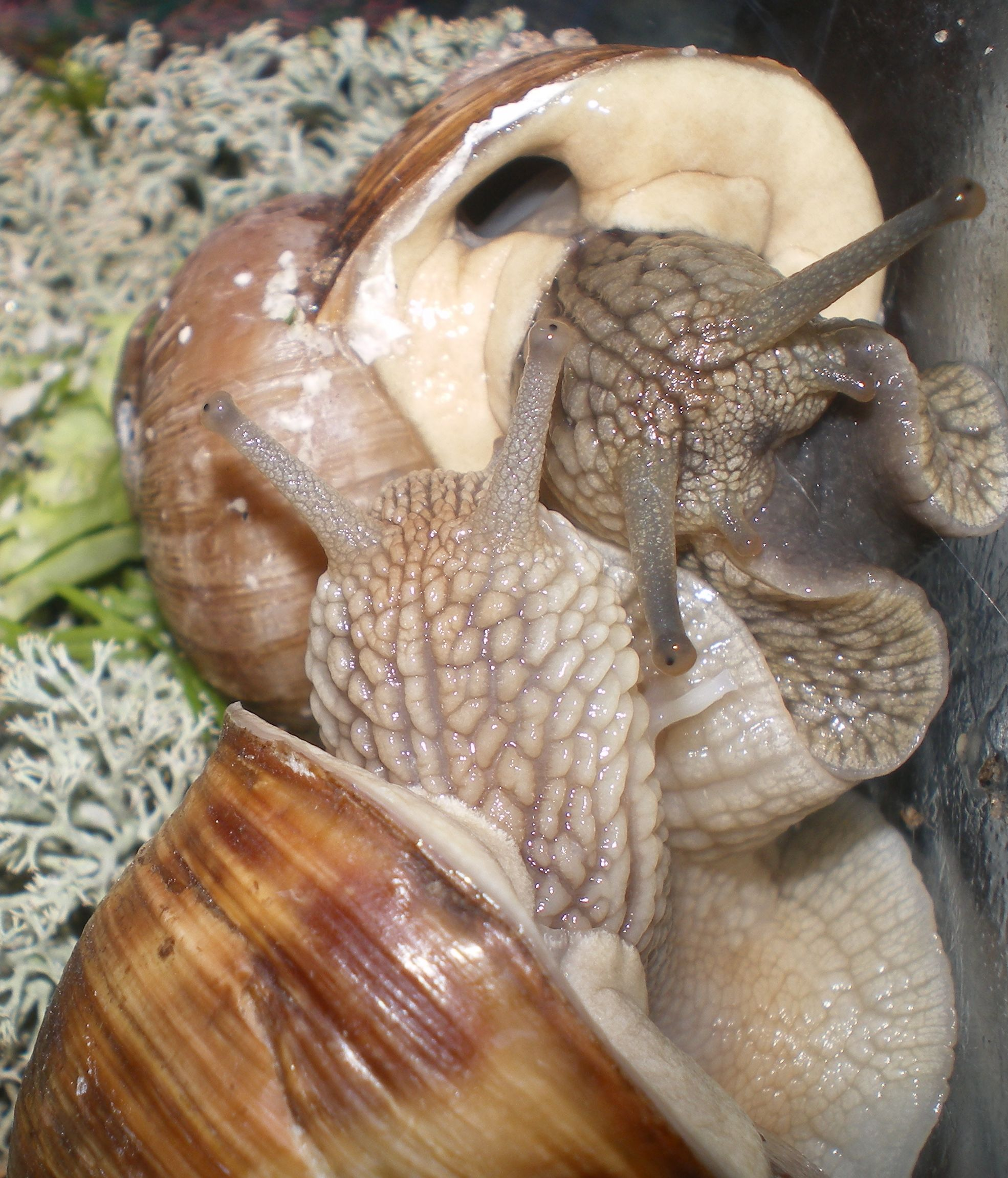
Копуляция виноградных улиток. У многих лёгочных улиток пневмостом заметно расширяется во время спаривания

Пневмостом регулирует вход и выход воздуха из лёгочной полости. При открывание пневмостома происходит выдыхание воздуха. Действие рефлекторно. Открывание происходит тогда, когда в лёгочной полости скапливается значительное количество углекислоты.

## Исследования
У виноградной улитки при нормальных условиях пневмостом открывается и закрывается приблизительно один раз в минуту. Дыхательные движения учащаются при насыщении воздуха углекислотой. Наблюдения за слизнями Agriolimax agrestis и Arion empiricorum показали, что скорость открытия и закрытия пневмостома у этих видов может доходить при определённых условиях до 27 раз в минуту.

## Вид пневмостома у различных представителей подотряда безраковинных

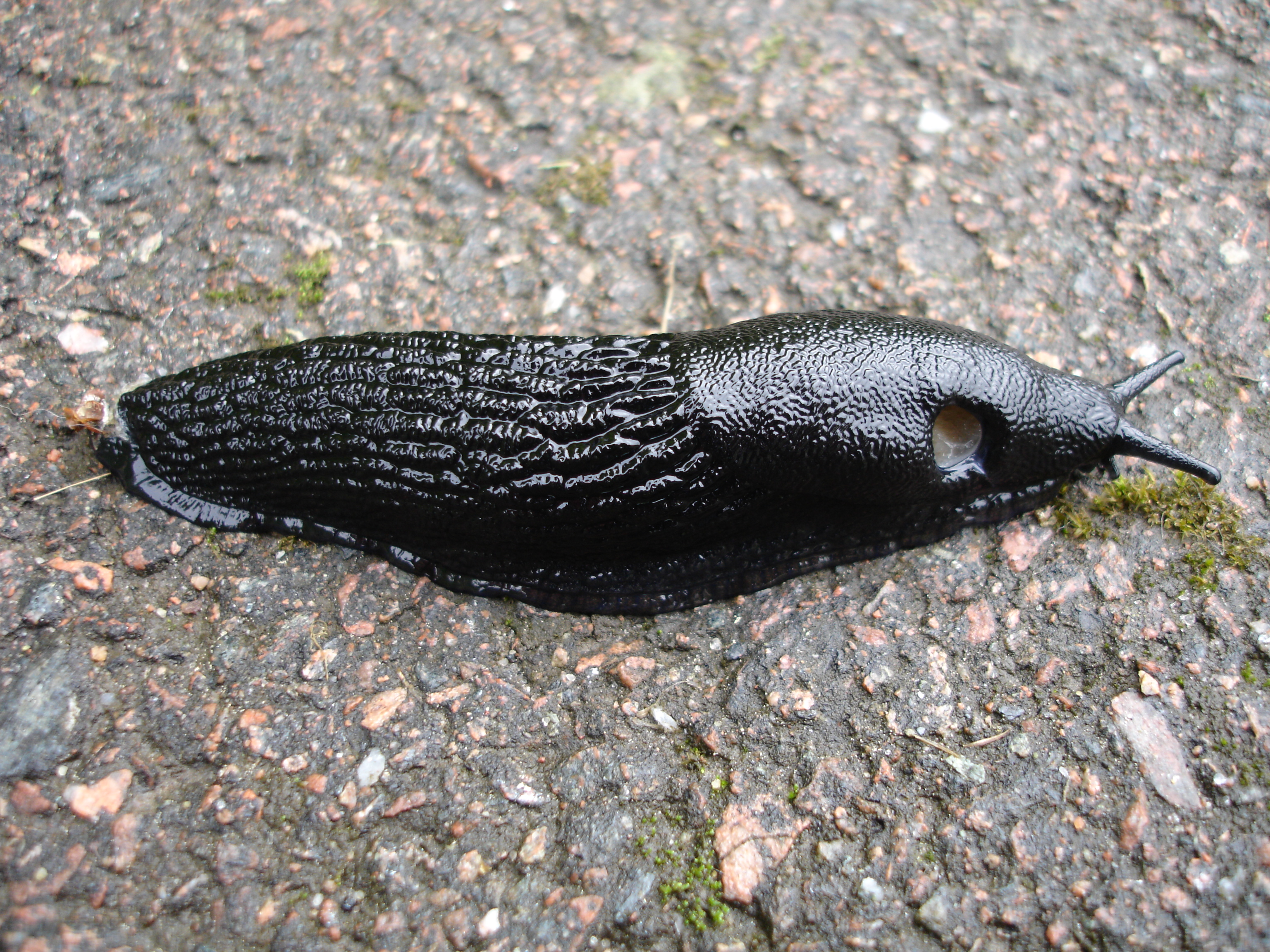
Arionidae, (Arion ater)
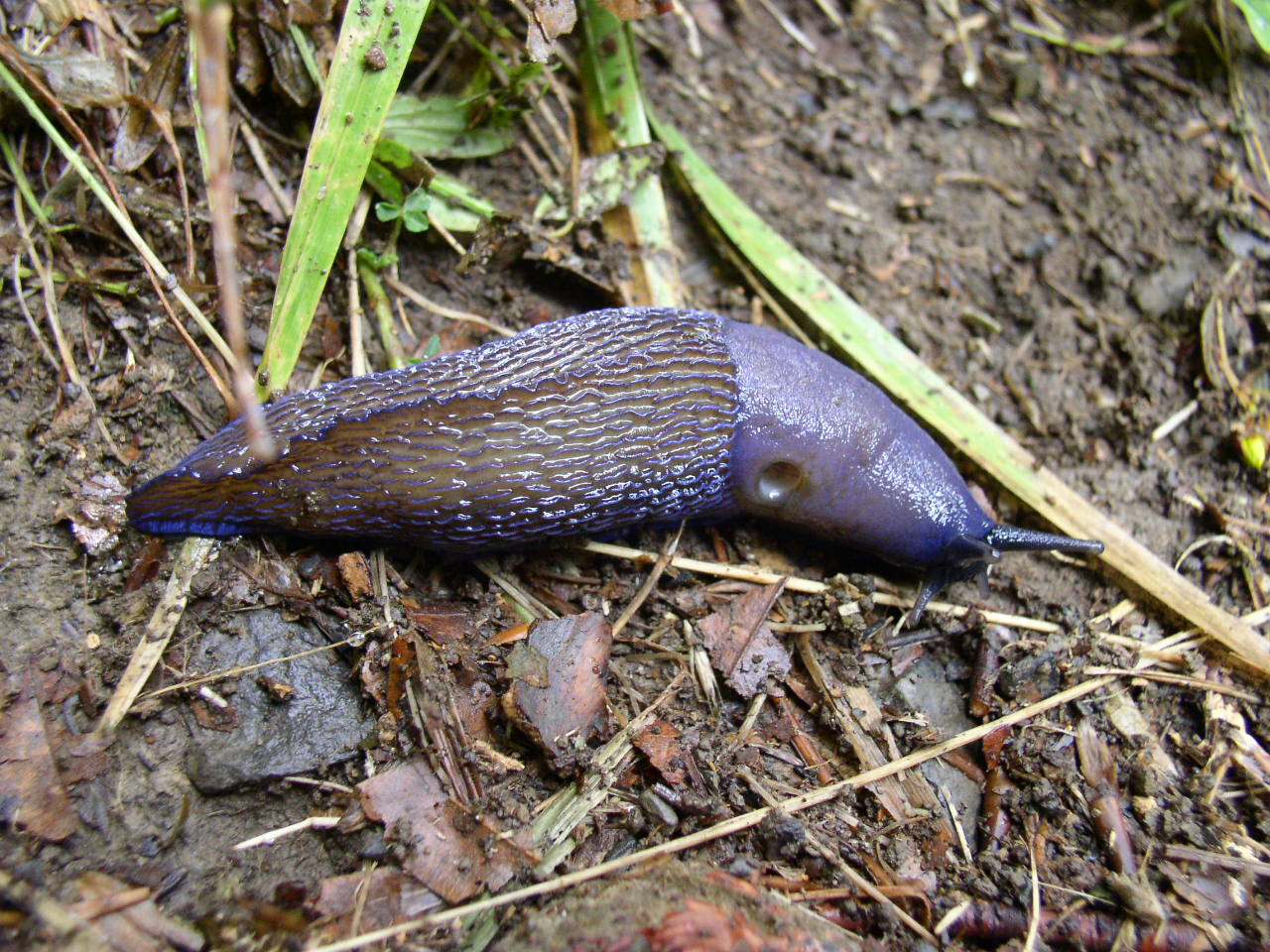
Limacidae, (Bielzia coerulans)
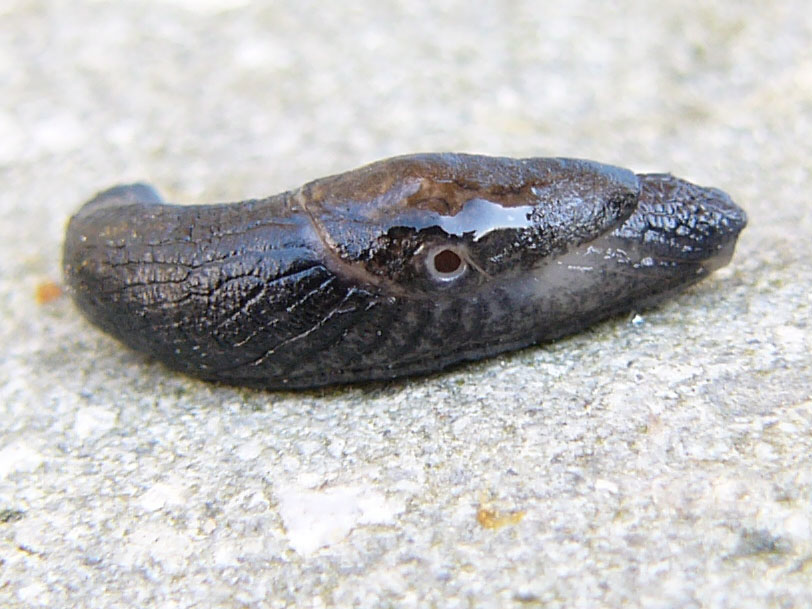
Milacidae, (Tandonia budapestensis)